# Lima (fruto)
A lima (conhecida popularmente no Brasil também como limão Thaiti), fruto da limeira, refere-se a várias espécies de citrinos, com frutos tipicamente redondos, verde-amarelados, com diâmetro de 3–6 cm, geralmente com polpa azeda, semelhantes ao limão. Existem ainda frutos de outro gêneros também chamados limas como a lima espanhola e o limão almiscarada.
As limas geralmente comercializadas são a lima-taiti (Citrus x latifolia) e o Citrus  Welinton aurantiifolia.
O termo lima é derivado do nome persa لیمو Limu aquando da introdução da fruta na Europa durante as Cruzadas. Em uso corrente, lima pode designar uma porção desta fruta, tipicamente esmagada e incluindo a casca, ou apenas o seu sumo amargo.
Há a referir também outros limões: o limão-cravo (Citrus x limonia), a combava ou lima cafre (ou Kaffir) (Citrus x hystrix), o limão doce (Citrus x limetta), a lima-da-pérsia (Citrus x limettioides), os vários tipos de lima Australiana, a lima espanhola (ou mamoncillo) (Melicoccus bijugatus), o limão selvagem (Adelia ricinella) e o limão almiscarada ou calamondin (X Citrofortunella mitis).
A árvore da lima é um arbusto com até 5 metros de altura. As variedades anãs são populares na jardinagem e podem ser cultivadas em interiores no Inverno em climas mais frios. O tronco raramente cresce direito, tendo muitos ramos que frequentemente despontam bastante baixo. As folhas são ovais com 2.5-9cm (1-3.5 polegadas) de comprimento, parecendo folhas de laranjeira. As flores têm 2.5 cm de diâmetro, são brancas amareladas com as margens tingidas de roxo claro. As flores e os frutos surgem durante todo o ano mas são mais abundantes de Maio a Setembro.

Duas limas

A lima, em particular o seu sumo, é usada em bebidas, tais como a soda limonada  (semelhante a limonada). Bebidas alcoólicas preparadas com lima incluem cocktails como caipiraço - com Bagaço, caipirinha, margarita (coquetel), mojito, e Cuba libre, bem como muitas bebidas que podem ser decoradas com uma fina fatia do fruto ou uma tira espiralada da sua casca (twist). Uma forma habitual de consumo de tequila é em shots acompanhados por pedaços de lima e sal. No México, bem como em alguns outros países, é comum servir cerveja com lima. O sumo da lima é também utilizado em refrigerantes comerciais.
Na culinária, a lima é valorizada quer pela acidez quer pelo aroma floral do sumo e da raspa da casca. No Oriente Médio, sua versão desidratada é usada amplamente na culinária. Talvez a sua utilização mais famosa seja na cozinha tailandesa. Também é usada pelas suas propriedades de conservação no ceviche.  Em adição, as folhas da lima Kaffir são usadas na gastronomia do Sudeste Asiático.